# Élections fédérales canadiennes de 2006 au Québec
Les élections fédérales canadiennes de 2006 dans la province de Québec sont marquées par une nouvelle victoire du Bloc québécois dans 51 circonscriptions, mais aussi par la percée remarquée du Parti conservateur, qui remporte 10 sièges dans les régions de Capitale-Nationale, Chaudière-Appalaches, Saguenay—Lac-Saint-Jean et Outaouais, en plus d'obtenir la deuxième place en termes de suffrages. Le Parti libéral perd de nombreux députés à cause de cette percée, et obtient 13 sièges. Également, l'élection d'un député indépendant pour la première fois depuis plusieurs décennies: André Arthur dans Portneuf—Jacques-Cartier.

## Résultats généraux
| Parti                  | Parti                                        | Voix      | %     | +/-   | Sièges | +/-           |
| ---------------------- | -------------------------------------------- | --------- | ----- | ----- | ------ | ------------- |
|                        | Bloc québécois (BQ)                          | 1 553 201 | 42,08 | 6,79  | 51     | 3             |
|                        | Parti conservateur du Canada (PCC)           | 907 972   | 24,60 | 15,83 | 10     | 10            |
|                        | Parti libéral du Canada (PLC)                | 766 228   | 20,76 | 13,14 | 13     | 8             |
|                        | Nouveau Parti démocratique (NPD)             | 276 401   | 7,49  | 2,88  | 0      | en stagnation |
|                        | Parti vert du Canada (PVC)                   | 146 576   | 3,97  | 0,81  | 0      | en stagnation |
|                        | Parti marxiste-léniniste du Canada (PMLC)    | 3 063     | 0,08  | 0,01  | 0      | en stagnation |
|                        | Parti progressiste canadien (PC)             | 2 535     | 0,07  | Nv.   | 0      | en stagnation |
|                        | Parti marijuana (PM)                         | 1 857     | 0,05  | 0,39  | 0      | en stagnation |
|                        | Parti libertarien du Canada (PLC)            | 477       | 0,01  | 0,01  | 0      | en stagnation |
|                        | Parti action canadienne (PAC)                | 185       | 0,01  | 0,01  | 0      | en stagnation |
|                        | Parti communiste du Canada (PCC)             | 169       | 0,00  | 0,03  | 0      | en stagnation |
|                        | Parti de l'héritage chrétien du Canada (PHC) | 116       | 0,00  | 0,01  | 0      | en stagnation |
|                        | Indépendant                                  | 32 378    | 0,88  | 0,76  | 1      | 1             |
|                        |                                              |           |       |       |        |               |
| Suffrages exprimés     | Suffrages exprimés                           | 3 691 158 | 98,75 |       |        |               |
| Votes invalides        | Votes invalides                              | 46 691    | 1,25  |       |        |               |
| Total                  | Total                                        | 3 737 849 | 100   | -     | 75     | en stagnation |
| Abstention             | Abstention                                   | 2 114 679 | 36,13 |       |        |               |
| Inscrits/Participation | Inscrits/Participation                       | 5 852 528 | 63,87 |       |        |               |

## Députés élus par région
| Région                                  | Circonscription                                                          | Député sortant | Député sortant         | Député sortant | Député élu | Député élu            | Député élu |
| Région                                  | Circonscription                                                          | Nom            | Nom                    | Parti          | Nom        | Nom                   | Parti      |
| --------------------------------------- | ------------------------------------------------------------------------ | -------------- | ---------------------- | -------------- | ---------- | --------------------- | ---------- |
| Abitibi-Témiscamingue et Nord-du-Québec | Abitibi—Baie-James—Nunavik—Eeyou Nunavik-Eeyou                           |                | Marc Lemay             | BQ             |            | Marc Lemay            | BQ         |
| Abitibi-Témiscamingue et Nord-du-Québec | Abitibi—Témiscamingue                                                    |                | Yvon Lévesque          | BQ             |            | Yvon Lévesque         | BQ         |
| Bas-Saint-Laurent                       | Montmagny—L'Islet—Kamouraska—Rivière-du-Loup Rivière-du-Loup—Montmagny   |                | Paul Crête             | BQ             |            | Paul Crête            | BQ         |
| Bas-Saint-Laurent                       | Rimouski-Neigette—Témiscouata—Les Basques Rimouski—Témiscouata           |                | Louise Thibault        | BQ             |            | Louise Thibault       | BQ         |
| Capitale-Nationale                      | Beauport—Limoilou Beauport                                               |                | Christian Simard       | BQ             |            | Sylvie Boucher        | PCC        |
| Capitale-Nationale                      | Charlesbourg—Haute-Saint-Charles Charlesbourg                            |                | Richard Marceau        | BQ             |            | Daniel Petit          | PCC        |
| Capitale-Nationale                      | Louis-Hébert                                                             |                | Roger Clavet           | BQ             |            | Luc Harvey            | PCC        |
| Capitale-Nationale                      | Louis-Saint-Laurent                                                      |                | Bernard Cleary         | BQ             |            | Josée Verner          | PCC        |
| Capitale-Nationale                      | Beauport—Côte-de-Beaupré—Île d'Orléans—Charlevoix Charlevoix—Montmorency |                | Michel Guimond         | BQ             |            | Michel Guimond        | BQ         |
| Capitale-Nationale                      | Portneuf—Jacques-Cartier Portneuf                                        |                | Guy Côté               | BQ             |            | André Arthur          | Ind.       |
| Capitale-Nationale                      | Québec                                                                   |                | Christiane Gagnon      | BQ             |            | Christiane Gagnon     | BQ         |
| Centre-du-Québec                        | Drummond                                                                 |                | Pauline Picard         | BQ             |            | Pauline Picard        | BQ         |
| Centre-du-Québec                        | Bécancour—Nicolet—Saurel Richelieu                                       |                | Louis Plamondon        | BQ             |            | Louis Plamondon       | BQ         |
| Centre-du-Québec                        | Richmond—Arthabaska                                                      |                | André Bellavance       | BQ             |            | André Bellavance      | BQ         |
| Chaudière-Appalaches                    | Beauce                                                                   |                | Claude Drouin*         | PLC            |            | Maxime Bernier        | PCC        |
| Chaudière-Appalaches                    | Lévis–Bellechasse                                                        |                | Réal Lapierre          | BQ             |            | Steven Blaney         | PCC        |
| Chaudière-Appalaches                    | Lotbinière—Chutes-de-la-Chaudière                                        |                | Odina Desrochers       | BQ             |            | Jacques Gourde        | PCC        |
| Chaudière-Appalaches                    | Mégantic—L'Érable                                                        |                | Marc Boulianne         | BQ             |            | Christian Paradis     | PCC        |
| Côte-Nord                               | Manicouagan                                                              |                | Gérard Asselin         | BQ             |            | Gérard Asselin        | BQ         |
| Estrie                                  | Brome—Missisquoi                                                         |                | Denis Paradis          | PLC            |            | Christian Ouellet     | BQ         |
| Estrie                                  | Compton—Stanstead                                                        |                | France Bonsant         | BQ             |            | France Bonsant        | BQ         |
| Estrie                                  | Shefford                                                                 |                | Robert Vincent         | BQ             |            | Robert Vincent        | BQ         |
| Estrie                                  | Sherbrooke                                                               |                | Serge Cardin           | BQ             |            | Serge Cardin          | BQ         |
| Gaspésie– Îles-de-la-Madeleine          | Gaspésie—Îles-de-la-Madeleine                                            |                | Raynald Blais          | BQ             |            | Raynald Blais         | BQ         |
| Gaspésie– Îles-de-la-Madeleine          | Haute-Gaspésie—La Mitis—Matane—Matapédia Matapédia—Matane                |                | Jean-Yves Roy          | BQ             |            | Jean-Yves Roy         | BQ         |
| Lanaudière                              | Joliette                                                                 |                | Pierre Paquette        | BQ             |            | Pierre Paquette       | BQ         |
| Lanaudière                              | Montcalm                                                                 |                | Roger Gaudet           | BQ             |            | Roger Gaudet          | BQ         |
| Lanaudière                              | Repentigny                                                               |                | Benoît Sauvageau       | BQ             |            | Benoît Sauvageau      | BQ         |
| Laurentides                             | Laurentides—Labelle                                                      |                | Johanne Deschamps      | BQ             |            | Johanne Deschamps     | BQ         |
| Laurentides                             | Rivière-des-Mille-Îles                                                   |                | Gilles Perron          | BQ             |            | Gilles Perron         | BQ         |
| Laurentides                             | Rivière-du-Nord                                                          |                | Monique Guay           | BQ             |            | Monique Guay          | BQ         |
| Laurentides                             | Terrebonne—Blainville                                                    |                | Diane Bourgeois        | BQ             |            | Diane Bourgeois       | BQ         |
| Laval                                   | Alfred-Pellan                                                            |                | Robert Carrier         | BQ             |            | Robert Carrier        | BQ         |
| Laval                                   | Laval                                                                    |                | Nicole Demers          | BQ             |            | Nicole Demers         | BQ         |
| Laval                                   | Laval—Les Îles                                                           |                | Raymonde Folco         | PLC            |            | Raymonde Folco        | PLC        |
| Laval                                   | Marc-Aurèle-Fortin                                                       |                | Serge Ménard           | BQ             |            | Serge Ménard          | BQ         |
| Mauricie                                | Berthier—Maskinongé                                                      |                | Guy André              | BQ             |            | Guy André             | BQ         |
| Mauricie                                | Saint-Maurice—Champlain                                                  |                | Marcel Gagnon*         | BQ             |            | Jean-Yves Laforest    | BQ         |
| Mauricie                                | Trois-Rivières                                                           |                | Paule Brunelle         | BQ             |            | Paule Brunelle        | BQ         |
| Montérégie                              | Beauharnois-Salaberry                                                    |                | Alain Boire*           | BQ             |            | Claude DeBellefeuille | BQ         |
| Montérégie                              | Chambly—Borduas                                                          |                | Yves Lessard           | BQ             |            | Yves Lessard          | BQ         |
| Montérégie                              | Brossard—La Prairie                                                      |                | Jacques Saada          | PLC            |            | Marcel Lussier        | BQ         |
| Montérégie                              | Châteauguay—Saint-Constant                                               |                | Denise Poirier-Rivard* | BQ             |            | Carole Freeman        | BQ         |
| Montérégie                              | Longueuil—Pierre-Boucher Longueuil                                       |                | Caroline St-Hilaire    | BQ             |            | Caroline St-Hilaire   | BQ         |
| Montérégie                              | Saint-Bruno—Saint-Hubert                                                 |                | Carole Lavallée        | BQ             |            | Carole Lavallée       | BQ         |
| Montérégie                              | Saint-Hyacinthe—Bagot                                                    |                | Yvan Loubier           | BQ             |            | Yvan Loubier          | BQ         |
| Montérégie                              | Saint-Jean                                                               |                | Claude Bachand         | BQ             |            | Claude Bachand        | BQ         |
| Montérégie                              | Saint-Lambert                                                            |                | Maka Kotto             | BQ             |            | Maka Kotto            | BQ         |
| Montérégie                              | Vaudreuil-Soulanges                                                      |                | Meili Faille           | BQ             |            | Meili Faille          | BQ         |
| Montérégie                              | Verchères—Les Patriotes                                                  |                | Stéphane Bergeron*     | BQ             |            | Luc Malo              | BQ         |
| Montréal                                | Ahuntsic                                                                 |                | Eleni Bakopanos        | PLC            |            | Maria Mourani         | BQ         |
| Montréal                                | Bourassa                                                                 |                | Denis Coderre          | PLC            |            | Denis Coderre         | PLC        |
| Montréal                                | Hochelaga                                                                |                | Réal Ménard            | BQ             |            | Réal Ménard           | BQ         |
| Montréal                                | Honoré-Mercier                                                           |                | Pablo Rodriguez        | PLC            |            | Pablo Rodriguez       | PLC        |
| Montréal                                | Jeanne-Le Ber                                                            |                | Liza Frulla            | PLC            |            | Thierry St-Cyr        | BQ         |
| Montréal                                | La Pointe-de-l'Île                                                       |                | Francine Lalonde       | BQ             |            | Francine Lalonde      | BQ         |
| Montréal                                | Lac-Saint-Louis                                                          |                | Francis Scarpaleggia   | PLC            |            | Francis Scarpaleggia  | PLC        |
| Montréal                                | LaSalle—Émard                                                            |                | Paul Martin            | PLC            |            | Paul Martin           | PLC        |
| Montréal                                | Laurier—Sainte-Marie Laurier                                             |                | Gilles Duceppe         | BQ             |            | Gilles Duceppe        | BQ         |
| Montréal                                | Mont-Royal                                                               |                | Irwin Cotler           | PLC            |            | Irwin Cotler          | PLC        |
| Montréal                                | Notre-Dame-de-Grâce—Lachine                                              |                | Marlene Jennings       | PLC            |            | Marlene Jennings      | PLC        |
| Montréal                                | Outremont                                                                |                | Jean Lapierre          | PLC            |            | Jean Lapierre         | PLC        |
| Montréal                                | Papineau                                                                 |                | Pierre Pettigrew       | PLC            |            | Vivian Barbot         | BQ         |
| Montréal                                | Pierrefonds—Dollard                                                      |                | Bernard Patry          | PLC            |            | Bernard Patry         | PLC        |
| Montréal                                | Rosemont—La Petite-Patrie                                                |                | Bernard Bigras         | BQ             |            | Bernard Bigras        | BQ         |
| Montréal                                | Saint-Laurent—Cartierville                                               |                | Stéphane Dion          | PLC            |            | Stéphane Dion         | PLC        |
| Montréal                                | Saint-Léonard—Saint-Michel                                               |                | Massimo Pacetti        | PLC            |            | Massimo Pacetti       | PLC        |
| Montréal                                | Westmount—Ville-Marie                                                    |                | Lucienne Robillard     | PLC            |            | Lucienne Robillard    | PLC        |
| Outaouais                               | Argenteuil—Papineau—Mirabel Argenteuil—Mirabel                           |                | Mario Laframboise      | BQ             |            | Mario Laframboise     | BQ         |
| Outaouais                               | Gatineau                                                                 |                | Françoise Boivin       | PLC            |            | Richard Nadeau        | BQ         |
| Outaouais                               | Hull—Aylmer                                                              |                | Marcel Proulx          | PLC            |            | Marcel Proulx         | PLC        |
| Outaouais                               | Pontiac                                                                  |                | David Smith            | PLC            |            | Lawrence Cannon       | PCC        |
| Saguenay–Lac-Saint-Jean                 | Chicoutimi—Le Fjord                                                      |                | Robert Bouchard        | BQ             |            | Robert Bouchard       | BQ         |
| Saguenay–Lac-Saint-Jean                 | Jonquière—Alma                                                           |                | Sébastien Gagnon       | BQ             |            | Jean-Pierre Blackburn | PCC        |
| Saguenay–Lac-Saint-Jean                 | Roberval—Lac-Saint-Jean Roberval                                         |                | Michel Gauthier        | BQ             |            | Michel Gauthier       | BQ         |
| * député ne se représentant pas         |                                                                          |                |                        |                |            |                       |            |

## Liste des candidats
Les candidats sortants sont en marqués en italiques et les gagnants sont en caractères gras.

### Abitibi-Témiscamingue et Nord-du-Québec
Abitibi-Baie-James-Nunavik-Eeyou :
- Armand Caouette - PLC
- Pierre Denis - PV
- Yvon Lévesque - BQ
- Dominique Vaillancourt - NPD
- Gilles Gagnon - PCC

Abitibi-Témiscamingue :
- Christine Moore - NPD
- Patrick Rancourt - PV
- Marie-J. Carbonneau - PCC
- Charles Lavergne - PLC
- Marc Lemay - BQ

### Bas-Saint-Laurent
Montmagny-L'Islet-Kamouraska-Rivière-du-Loup :
- Serge Lemay - PV
- Lise Vachon - PLC
- Myriam Leblanc - NPD
- Daniel Nadeau - PCC
- Paul Crête - BQ

Rimouski-Neigette-Témiscouata-Les Basques :
- Roger Picard - PCC
- Louise Thibault - BQ
- Guy Caron - NPD
- Michel Tremblay - PLC
- François Bédard - PV

### Capitale-Nationale
Beauport-Limoilou :
- Yves Picard - PLC
- Mario Laprise - PV
- Jean Bédard - ML
- Sylvie Boucher - PCC
- Simon-Pierre Beaudet - NPD
- Christian Simard - BQ

Charlesbourg Haute-Saint-Charles :
- Isabelle Martineau - NPD
- Daniel Petit - PCC
- Valérie Giguère - PLC
- Daniel Pelletier - IND
- Richard Marceau - BQ
- Les Parsons - PV

Louis-Hébert :
- Hélène C. Scherrer - PLC
- Francis Fortin - IND
- Luc Harvey - PCC
- Denis Blanchette - NPD
- Roger Clavet - BQ
- Robert Hudon - PV
- Stefan Jetchick - PHC
- Frédérick Têtu - IND

Louis-Saint-Laurent :
- Lucien Gravelle - PV
- Bernard Cleary - BQ
- Josée Verner - PCC
- Christian Légaré - IND
- Isa Gros-Louis - PLC
- Robert Donnelly - NPD

Montmorency-Charlevoix-Haute-Côte-Nord :
- Yves Jourdain - PV
- Michel Guimond - BQ
- Martin Cauchon - NPD
- Robert Gauthier - PLC
- Yves Laberge - PCC

Portneuf-Jacques-Cartier :
- Howard Bruce - PCC
- Guy Côté - BQ
- Jean-Marie Fiset - NPD
- Jérôme Beaulieu - PV
- André Arthur - IND
- Gilles Landry - PLC

Québec :
- Yonnel Bonaventure - PV
- Michaël Lessard - NPD
- Alexandre R.-Labrie - PPC
- Francis Bedard - LTN
- Frédérick Boisvert - PCC
- Caroline Drolet - PLC
- Christiane Gagnon - BQ
- Dan Aubut - IND

### Centre-du-Québec
Bas-Richelieu-Nicolet Bécancour :
- Marie-Claude R. Cartier - NPD
- Marie-Ève H.-Lambert - PCC
- Louis Lacroix - PV
- Louis Plamondon - BQ
- Ghislaine Provencher - PLC

Drummond :
- Pauline Picard - BQ
- Jean-Parie Pineault - PCC
- François Choquette - NPD
- Jean-Benjamin Milot - PV
- Éric Cardinal - PLC

Richmond-Arthabaska :
- Laurier Busque - PV
- Louis Napoléon Mercier - PLC
- Jean Landry - PCC
- André Bellavance - BQ
- Isabele Maguire - NPD

### Chaudière-Appalaches
Beauce :
- Maxime Bernier - PCC
- Cléo Chartier - NPD
- Jean-Claude Roy - PV
- Patrice Moore - BQ
- Jacques Lussier - PLC

Lévis-Bellechasse :
- Shirley Baril - PLC
- Réal Lapierre - BQ
- Eric Boucher - NPD
- Mathieu Castonguay - PV
- Normand Cadrin - IND
- Steven Blaney - PCC

Lotbinière-Chutes-de-la-Chaudière :
- Eric Paradis - PLC
- Shirley Picknell - PV
- Raymond Côté - NPD
- Odina Desrochers - BQ
- Jacques Gourde - PCC

Mégantic-L'Érable :
- Yvan Corriveau - PLC
- Jean François Hamel - PV
- Christian Paradis - PCC
- Isabelle Tremblay - NPD
- Marc Boulianne - BQ

### Côte-Nord
Manicouagan :
- Gérard Asselin - BQ
- Pierre Ducasse - NPD
- Pierre Paradis - PCC
- Eric Vivier - IND
- Randy Jones - PLC
- Jacques Gélineau - PV

### Estrie
Brome-Missisquoi :
- David Marler - PCC
- Michel Champagne - PV
- Heward Grafftey - PPC
- Josianne Jetté - NPD
- Christian Ouellet - BQ
- Denis Paradis - PLC

Compton-Stanstead :
- France Bonsant - BQ
- Gaétan Perreault - PV
- David Price - PLC
- Gary Caldwell - PCC
- Stéphane Bürgi - NPD

Shefford :
- Diane St-Jacques - PLC
- Robert Vincent - BQ
- Paula Maundcote - NPD
- Jean Lambert - PCC
- Francine Brière - PV

Sherbrooke :
- Martin Plaisance - NPD
- Robert Pouliot - PLC
- Serge Cardin - BQ
- Michel Quirion - PV
- Claudia Laroche-Martel - IND
- Marc Nadeau - PCC

### Gaspésie—Îles-de-la-Madeleine
Gaspésie-Îles-de-la-Madeleine :
- Bob Eichenberger - PV
- Sylvie Dauphinais - NPD
- Mario Lévesque - PLC
- Gaston Langlais - PCC
- Raynald Blais - BQ

Haute-Gaspésie-La Mitis-Matane-Matapédia :
- Kim Leclerc - PLC
- Yvan Côté - IND
- Sarah Desjardins - PV
- Stéphane Ricard - NPD
- Jean-Yves Roy - BQ
- Rodrigue Drapeau - PCC

### Lanaudière
Joliette :
- Sylvie Lavallée - PCC
- Gérard Leclerc - PLC
- Jacques Trudeau - NPD
- Jean-François Lévêque - PV
- Pierre Paquette - BQ

Montcalm :
- Luc Fortin - PLC
- Michel Paulette - PCC
- Nancy Leclerc - NPD
- Wendy Gorchinksy - PV
- Roger Gaudet - BQ

Repentigny :
- Réjean Bellemare - NPD
- Adam Jastrzebski - PV
- Josyanne Forest - PLC
- Claude Jr. Lafortune - PCC
- Benoît Sauvageau - BQ

### Laurentides
Laurentides-Labelle :
- Jean-Pierre Fortin - PLC
- Richard Savignac - PV
- Rose-Aimée Auclair - NPD
- Jean-S. Beauregard - PCC
- Johanne Deschamps - BQ

Rivière-des-Mille-Îles :
- Francis Chartrand - NPD
- Gilles A. Perron - BQ
- Robert Frégeau - PLC
- Marie Martine Bédard - PV
- Érick Gauthier - PCC

Rivière-du-Nord :
- Pierre Albert - PCC
- Maude Genet - PV
- Yannick Guénette - PLC
- Monique Guay - BQ
- Simon Bernier - NPD

Terrebonne-Blainville :
- Martin Drapeau - PV
- Michel Le Clair - NPD
- Diane Bourgeois - BQ
- Daniel Lebel - PCC
- Maxime Thériault - PLC

### Laval
Alfred-Pellan :
- Martin Leduc - NPD
- Jean-Claude Gobé - PLC
- Christian Lajoie - PV
- Rosane Raymond - PCC
- Robert Carrier - BQ

Laval :
- Benoît Beauchamp - NPD
- Nicole Demers - BQ
- Emilio Migliozzi - PCC
- Philippe Mari - PV
- Alia Haddad - PLC

Laval-Les Îles :
- Polyvios Tsakanikas - ML
- Qais Hamidi - PCC
- Theodore Kouretas - PV
- Christiane Pichette - BQ
- Alain Giguère - NPD
- Raymonde Folco - PLC

Marc-Aurèle-Fortin :
- Serge Ménard - BQ
- Lise Bisonnette - PV
- Claude Moreau - PCC
- Renée Gagné - PLC
- Martin Duplantis - NPD

### Mauricie
Berthier-Maskinongé :
- Annie-Marie Aubert - NPD
- Marie-Claude Godue - PCC
- Nathalie Gratton - PV
- Guy André - BQ
- Serge Lafrenière - PLC

Saint-Maurice-Champlain :
- Martial Toupin - PCC
- Claude Larocque - NPD
- Pierre Audette - PV
- Jean-Yves Laforest - BQ
- Lucille Whissell - PLC

Trois-Rivières :
- Linda Lavoie - PV
- Paule Brunelle - BQ
- Martine Girard - PLC
- Paul Giroux - PM
- Geneviève Boivin - NPD
- Luc Ménard - PCC

### Montérégie
Beauharnois-Salaberry :
- John Khawand - PLC
- Claude DeBellefeuille - BQ
- David Smith - PV
- David Couturier - PCC
- Cynthia Roy - NPD

Brossard-La Prairie :
- Normand Chouinard - ML
- François Desgroseilliers - PV
- Tenzin Khangsar - PCC
- Robert Nicolas - NPD
- Jacques Saada - PLC
- Marcel Lussier - BQ

Chambly-Borduas :
- Alain Dubois - NPD
- Yves Bourassa - PCC
- Olivier Adam - PV
- Chantal Bouchard - PLC
- Yves Lessard - BQ

Châteauguay-Saint-Constant :
- Charles Ghorayeb - PLC
- Ehsan Mohammadian - NPD
- Alain Rioux - PV
- Rosaire Turcot - PCC
- Carole Freeman - BQ

Longueuil-Pierre-Boucher :
- Caroline St-Hilaire - BQ
- Sébastien Legris - PCC
- Philippe Haese - NPD
- Adam Sommerfeld - PV
- David Fiset - PM
- Lancine Diawara - PLC

Saint-Bruno-Saint-Hubert :
- Kerline Joseph - PLC
- Nicolas Waldteufel - PCC
- Jules Édouard Gaudet - IND
- Marie Henretta - NPD
- Carole Lavallée - BQ
- Elisabeth Papin - PV

Saint-Hyacinthe-Bagot :
- Yvan Loubier - BQ
- Huguette Guilhaumon - PCC
- Stéphane Deschênes - PLC
- Jacques Tétreault - PV
- Joëlle Chevrier - NPD

Saint-Jean :
- Francis Lévesque - PCC
- Claude Bachand - BQ
- Maro Akoury - PLC
- Véronique Bisaillon - PV
- Mathieu-Gilles Lanciault - NPD

Saint-Lambert :
- Maka Kotto - BQ
- Jean-J. Hermans - PLC
- Sonia Ziadé - PV
- Patrick Clune - PCC
- Normand Fournier - ML
- Ronaldo Garcie - NPD

Vaudreuil-Soulanges :
- Meili Faille - BQ
- Pierre Pariseau-Legault - PV
- Stéphane Bourgon - PCC
- Marc Garneau - PLC
- Bert Markgraf - NPD

Verchères-Les Patriotes :
- Alanna Woods - PLC
- Jean-Félix Racicot - PCC
- Simon Vallée - NPD
- Carl Danis - PV
- Luc Malo - BQ

### Montréal

#### Montréal-Est
Ahuntsic :
- Lynette Tremblay - PV
- Eleni Bakopanos - PLC
- Maria Mourani - BQ
- Étienne Morin - PCC
- Caroline Desrosiers - NPD

Bourassa :
- Apraham Niziblian - BQ
- François Boucher - PV
- Liberato Martelli - PCC
- Stefano Saykaly - NPD
- Denis Coderre - PLC
- Geneviève Royer - ML

Hochelaga :
- Blair Longley - PM
- Rolf Bramann - PV
- Audrey Castonguay - PCC
- Christine Dandenault - ML
- Vicky Harvey - PLC
- Réal Ménard - BQ
- David-Roger Gagnon - NPD

Honoré-Mercier :
- Hélène Héroux - ML
- Pablo Rodriguez - PLC
- Gérard Labelle - BQ
- Angelo Marino - PCC
- François Pilon - NPD
- Sylvain Castonguay - PV

La Pointe-de-l'Île :
- Nicolas Tremblay - NPD
- Christian Prévost - PCC
- Benjamin Rankin - PV
- Marie-M. Dominique - PLC
- Francine Lalonde - BQ

Laurier-Sainte-Marie :
- François Grégoire - NPD
- Dylan Perceval-Maxwell - PV
- Soeung Tang - PLC
- Evelyn Elizabeth Ruiz - COM
- Jocelyne Leduc - IND
- Nicky Tanguay - PM
- Carlos De Souza - PCC
- Gilles Duceppe - BQ
- Ginette Boutet - ML

Papineau :
- Peter Macrisopoulos - ML
- Pierre Pettigrew - PLC
- Mahmoud-Raza Baig - PAC
- Louis-Philippe Verenka - PV
- Vivian Barbot - BQ
- Marc Hasbani - NPD

Rosemont–La Petite-Patrie :
- Michel Sauvé - PCC
- Hugô St-Onge - PM
- Suzanne Harvey - PLC
- Marc-André Gadoury - PV
- Chantal Reeves - NPD
- Bernard Bigras - BQ

Saint-Léonard-Saint-Michel :
- Pierre-Louis Parent - PV
- Laura Colella - NPD
- Massimo Pacetti - PLC
- Stéphane Chénier - ML
- Ercolano Pingiotti - PCC
- Justine Charlemagne - BQ

#### Montréal-Ouest
Jeanne-Le Ber :
- Thierry St-Cyr - BQ
- Pierre-Olivier Brunelle - PCC
- Claude William Genest - PV
- Matthew McLauchlin - NPD
- Liza Frulla - PLC

Lac-Saint-Louis :
- Daniel Quinn - NPD
- Peter Graham - PV
- Francis Scarpaleggia - PLC
- Anne-Marie Guertin - BQ
- Andrea Paine - PCC

LaSalle-Émard :
- Serge Bellemare - PV
- Jean-Paul Bédard - ML
- Paul Martin - PLC
- May Chiu - BQ
- Jean-Philippe Lebleu - IND
- Russ Johnson - NPD
- Georges-A. Bastien - PCC

Mont-Royal :
- Guillaume Dussault - BQ
- Irwin Cotler - PLC
- Nicolas Thibodeau - NPD
- Diane Johnston - ML
- Damien Pichereau - PV
- Neil Martin Drabkin - PCC

Notre-Dame-de-Grâce-Lachine :
- Earl Wertheimer - LTN
- Rachel Hoffman - ML
- Pierre-Albert Sévigny - PV
- Marlene Jennings - PLC
- Allen Mackenzie - PCC
- Alexandre Lambert - BQ
- Peter Deslauriers - NPD

Outremont :
- François Pilon - PV
- Philip Paynter - PPC
- Yan Lacombe - IND
- Jean-C. Lapierre - PLC
- Léo-Paul Lauzon - NPD
- Jacques Léonard - BQ
- Régent Millette - IND
- Eric Roach Denis - IND
- Daniel Fournier - PCC
- Xavier Rochon - IND
- Linda Sullivan - ML

Pierrefonds-Dollard :
- Garnet Colly - ML
- Leo Williams - PV
- Dennis Martel - BQ
- Bernard Patry - PLC
- Don Rae - PCC
- Shameem Siddiqui - NPD

Saint-Laurent-Cartierville :
- Stéphane Dion - PLC
- Ishrat Alam - PCC
- William Fayad - BQ
- Gilles Mercier - PV
- Fernand Deschamps - ML
- Liz Elder - NPD

Westmount-Ville-Marie :
- Louise O'Sullivan - PCC
- Bill Sloan - COM
- Serge Lachapelle - ML
- Julie Sabourin - PV
- Sophie Fréchette - BQ
- Eric Wilson Steedman - NPD
- Lucienne Robillard - PLC

### Outaouais
Argenteuil-Papineau-Mirabel :
- Alain Senécal - NPD
- François-H. Liberge - PLC
- Suzanne Courville - PCC
- Claude Sabourin - PV
- Mario Laframboise - BQ

Gatineau :
- Anne Levesque - BQ
- Gail Walker - PV
- Françoise Boivin - PLC
- Richard Nadeau - BQ
- Patric Robert - PCC

Hull-Aylmer :
- Gilles Poirier - PCC
- Marcel Proulx - PLC
- Alain Charette - BQ
- Christian Doyle - PV
- Gabriel Girard-Bernier - ML
- Pierre Laliberté - NPD

Pontiac :
- Moe Garahan - PV
- Benoît Legros - ML
- Christine É. Lapointe - BQ
- Céline Brault - NPD
- Lawrence Cannon - PCC
- David Smith - PLC

### Saguenay—Lac-St-Jean
Chicoutimi-Le Fjord :
- Alcide Boudreaul - PCC
- Robert Bouchard - BQ
- Éric Dubois - NPD
- Jean-Martin Gauthier - PV
- André Harvey - PLC

Jonquière-Alma :
- Sébastien Gagnon - BQ
- Jean-Pierre Blackburn - PCC
- Gilles Savard - PLC
- Sylvain Dompierre - PV
- Martin Bertrand - NPD

Roberval-Lac-Saint-Jean :
- François Privé - NPD
- Luc Chiasson - PLC
- Michel Gauthier - BQ
- Sébastien Girard - PV
- Ghislain Lavoie - PCC

## Sources
1. ↑  Résultats officiels du scrutin - Élection canadienne 2006 - Élections Canada

- La Presse, lundi 23 janvier 2006
- www.cbc.com